# Autreville-sur-la-Renne
Autreville-sur-la-Renne és un municipi francès situat al departament de l'Alt Marne i a la regió del Gran Est. L'any 2007 tenia 488 habitants.

## Demografia

### Població
El 2007 la població de fet d'Autreville-sur-la-Renne era de 488 persones. Hi havia 200 famílies de les quals 56 eren unipersonals (32 homes vivint sols i 24 dones vivint soles), 68 parelles sense fills, 60 parelles amb fills i 16 famílies monoparentals amb fills.
La població ha evolucionat segons el següent gràfic:
Habitants censats

### Habitatges
El 2007 hi havia 274 habitatges, 205 eren l'habitatge principal de la família, 23 eren segones residències i 45 estaven desocupats. 267 eren cases i 5 eren apartaments. Dels 205 habitatges principals, 180 estaven ocupats pels seus propietaris, 19 estaven llogats i ocupats pels llogaters i 6 estaven cedits a títol gratuït; 6 tenien dues cambres, 23 en tenien tres, 54 en tenien quatre i 122 en tenien cinc o més. 167 habitatges disposaven pel capbaix d'una plaça de pàrquing. A 92 habitatges hi havia un automòbil i a 100 n'hi havia dos o més.

### Piràmide de població
La piràmide de població per edats i sexe el 2009 era:
| Homes | Edats   | Dones |
| ----- | ------- | ----- |
| 0     | 95 o +  | 0     |
| 0     | 90 a 94 | 4     |
| 4     | 85 a 89 | 8     |
| 4     | 80 a 84 | 4     |
| 12    | 75 a 79 | 12    |
| 8     | 70 a 74 | 8     |
| 16    | 65 a 69 | 4     |
| 4     | 60 a 64 | 4     |
| 24    | 55 a 59 | 16    |
| 24    | 50 a 54 | 8     |
| 16    | 45 a 49 | 32    |
| 16    | 40 a 44 | 12    |
| 12    | 35 a 39 | 16    |
| 28    | 30 a 34 | 28    |
| 4     | 25 a 29 | 12    |
| 4     | 20 a 24 | 8     |
| 40    | 15 a 19 | 8     |
| 12    | 10 a 14 | 12    |
| 16    | 5 a 9   | 20    |
| 20    | 0 a 4   | 8     |

## Economia
El 2007 la població en edat de treballar era de 320 persones, 231 eren actives i 89 eren inactives. De les 231 persones actives 220 estaven ocupades (122 homes i 98 dones) i 12 estaven aturades (5 homes i 7 dones). De les 89 persones inactives 43 estaven jubilades, 20 estaven estudiant i 26 estaven classificades com a «altres inactius».

### Ingressos
El 2009 a Autreville-sur-la-Renne hi havia 210 unitats fiscals que integraven 508 persones, la mediana anual d'ingressos fiscals per persona era de 18.837 €.

### Activitats econòmiques
Dels 15 establiments que hi havia el 2007, 6 eren d'empreses de construcció, 5 d'empreses de comerç i reparació d'automòbils, 2 d'empreses de transport i 2 d'empreses de serveis.
Dels 6 establiments de servei als particulars que hi havia el 2009, 2 eren paletes, 1 fusteria, 2 electricistes i 1 empresa de construcció.
L'any 2000 a Autreville-sur-la-Renne hi havia 19 explotacions agrícoles que ocupaven un total de 1.924 hectàrees.

## Equipaments sanitaris i escolars
El 2009 hi havia una escola elemental.

## Poblacions més properes
El següent diagrama mostra les poblacions més properes.